# Sopwith Camel
O Sopwith Camel foi um avião britânico utilizado na Primeira Guerra, fabricado pela Sopwith Aviation Company. Era um avião biplano.

## Projeto e desenvolvimento
Projetado para substituir o Sopwith Pup, o protótipo do Camel voou pela primeira vez em 22 de dezembro de 1916, pilotado por Harry Hawker, Utilizava inicialmente um motor de 110 hp Clerget 9Z giratório. Era armado com duas Metralhadoras Vickers .303 pol (7,7 mm) montadas acima do painel de instrumentos e que atiravam em sincronia.
Uma cobertura de metal sobre as metralhadoras, destinada a protegê-las de congelamento em altitude, criou uma "corcova" que levou ao apelido "Camel" (camelo). Aproximadamente, 5 490 Camels foram construídos e cerca de 5 500 foram destruídos..

## Histórico operacional
O avião entrou em serviço em junho de 1917, com o Esquadrão No 4 do Royal Naval Air Service. Não era um avião fácil de pilotar devido ao torque do motor giratório, mas esse mesmo torque resultava na habilidade de virar à direita na metade do tempo dos outros caças. Ele era bem armado, com controles leves e sensíveis. Foi um dos mais famosos aviões da Primeira Guerra, rendendo muitas vitórias a muitos ases.
Um importante papel desempenhado pelos Camel foi na defesa doméstica do território britânico, o que obrigou o retorno de alguns deles que atuavam na França a partir de julho de 1917. Devido aos ataque noturnos dos Alemães, foi criada a versão de caça noturno, conhecida como "Sopwith Comic". Em março de 1918 os esquadrões de defesa doméstica estavam equipados com Camels, chegando a sete esquadrões equipados com ele em agosto daquele ano. As ações dos Camels na frente Oeste contabilizaram a derrubada de 26 aviões alemães em cinco meses de operação.

## Variantes

### Sopwith Camel F.1
- A principal versão em produção.
- Armado com duas metralhadoras Vickers sincronizadas a hélice.

### Sopwith Camel 2F.1
- Caça embarcado.
- Envergadura ligeiramente menor.
- Uma das metralhadoras Vickers substituída por uma Lewis sobre a asa.
- O motor padrão era um Bentley BR1.

### Sopwith Camel "Comic" caça noturno
- As duas metralhadoras Vickers foram substituídas por metralhadoras Lewis.
- As metralhadoras ficavam sobre a asa superior em um Suporte Foster.
- Essa nova disposição evitava que a visão do piloto fosse prejudicada com os disparos à noite.
- Para permitir o recarregamento usando o "Suporte Foster" o assento do piloto foi movido 30 cm para trás.
- Para compensar, o tanque de combustível foi movido para a frente.[14]

### F.1/1
- Versão com asas mais finas.

### Caça-bombardeiro (Trench Fighter) T.F.1
- Versão experimental apenas (Caça-bombardeiro).
- Metralhadoras montadas em ângulo (apontando para baixo).
- Blindado para proteção.

### Motor
Os Sopwith Camel utilizaram algumas versões de motor giratório:
- 130 hp Clerget 9B giratório (motor padrão)
- 140 hp Clerget 9Bf giratório
- 110 hp Le Rhône 9J giratório
- 150 hp Bentley BR1 giratório (obteve melhor performance – padrão usado para a R.N.A.S.)
- 100 hp Gnome Monosoupape 9B-2 giratório
- 150 hp Gnome Monosoupape 9N giratório

## Operadores
Esses foram os países que operaram o Sopwith Camel:
- Austrália
- Bélgica
- Canadá
- Estónia
- Geórgia
- Grécia
- Letônia
- Países Baixos
- Polónia
- Rússia
- União Soviética
- Suécia
- Reino Unido
- Estados Unidos

## Galeria

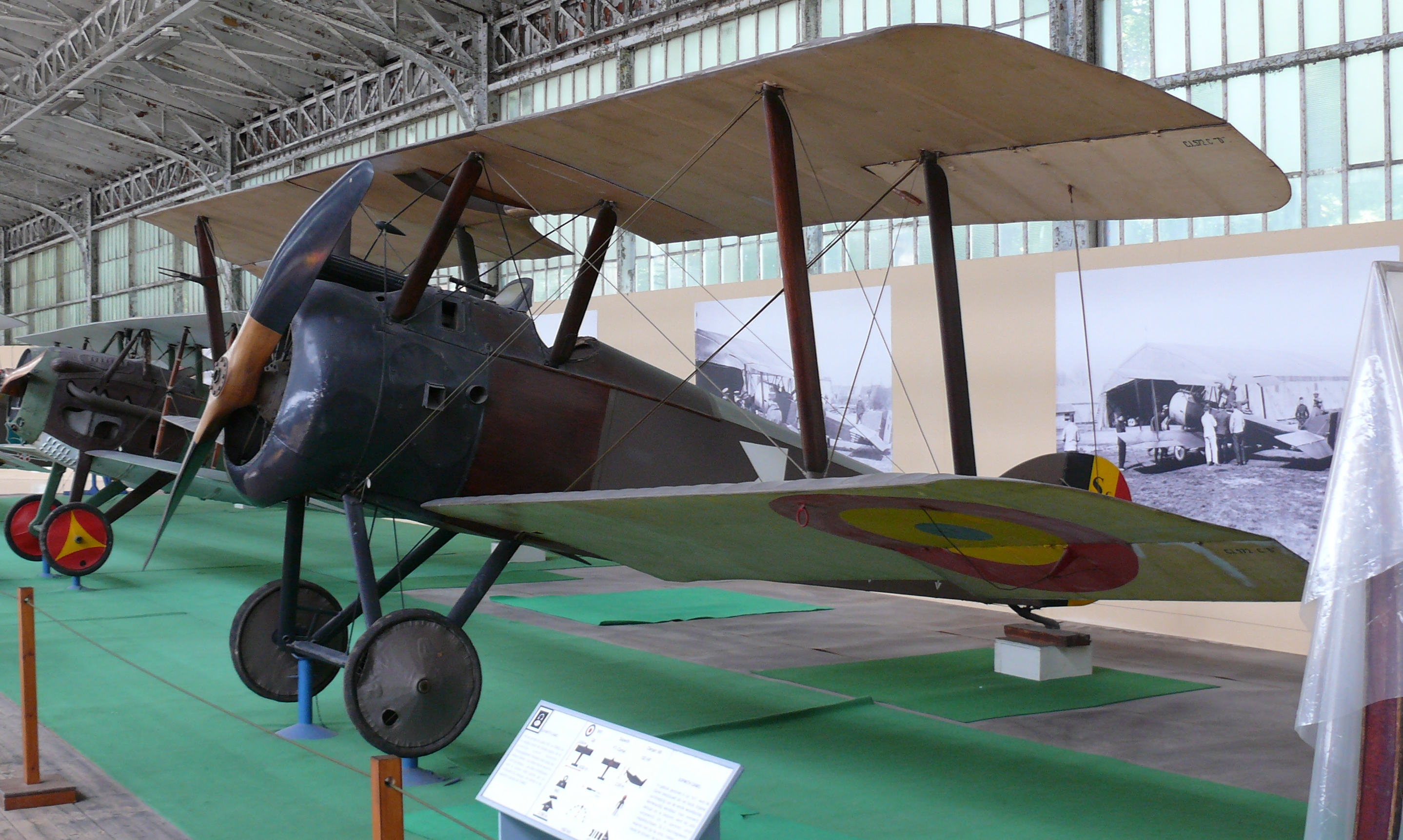
Um Sopwith Camel belga preservado exposto no Museu de História Militar e Forças Armadas em Bruxelas.
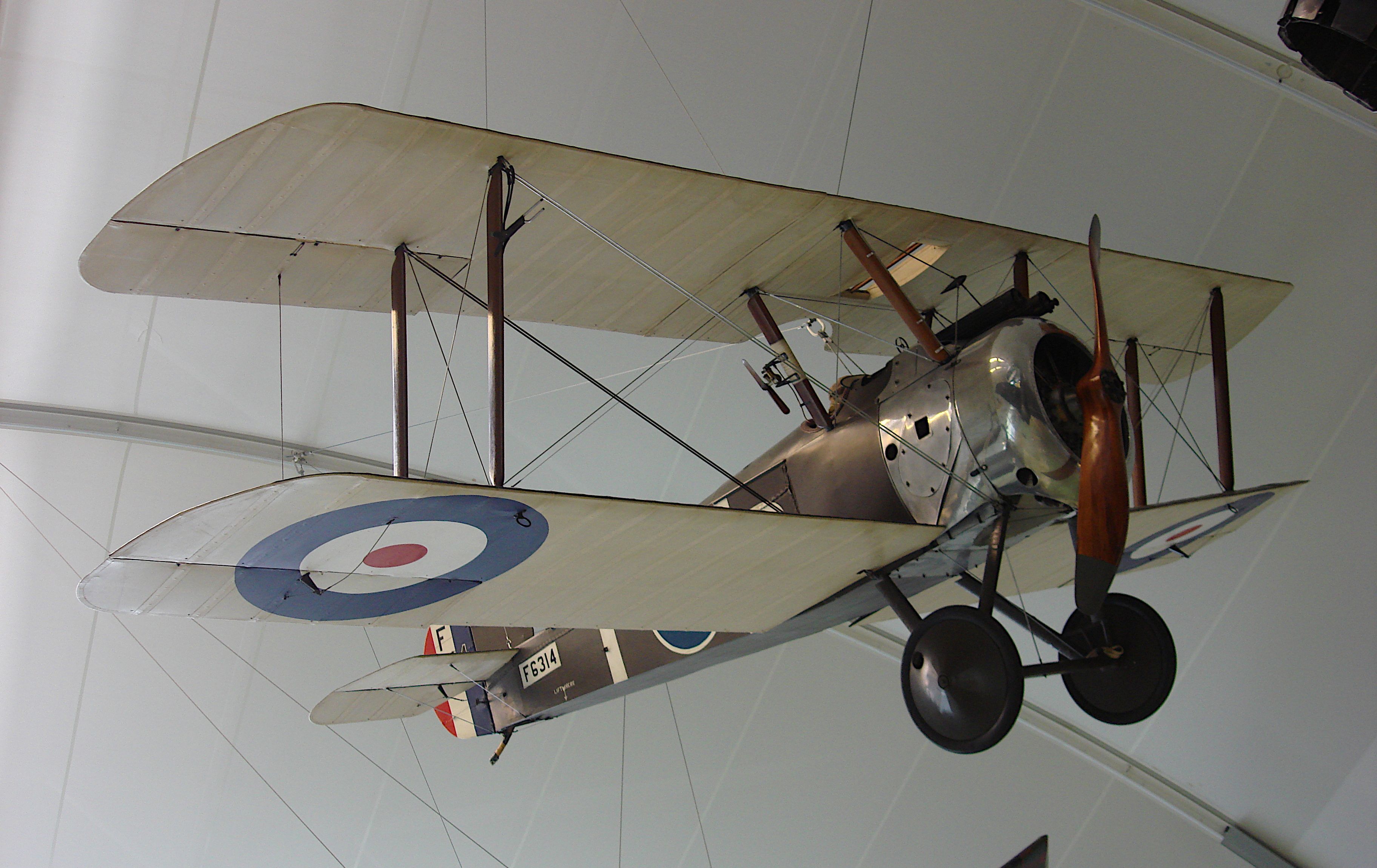
Um Sopwith Camel 2F1 no Museu da RAF, Londres.
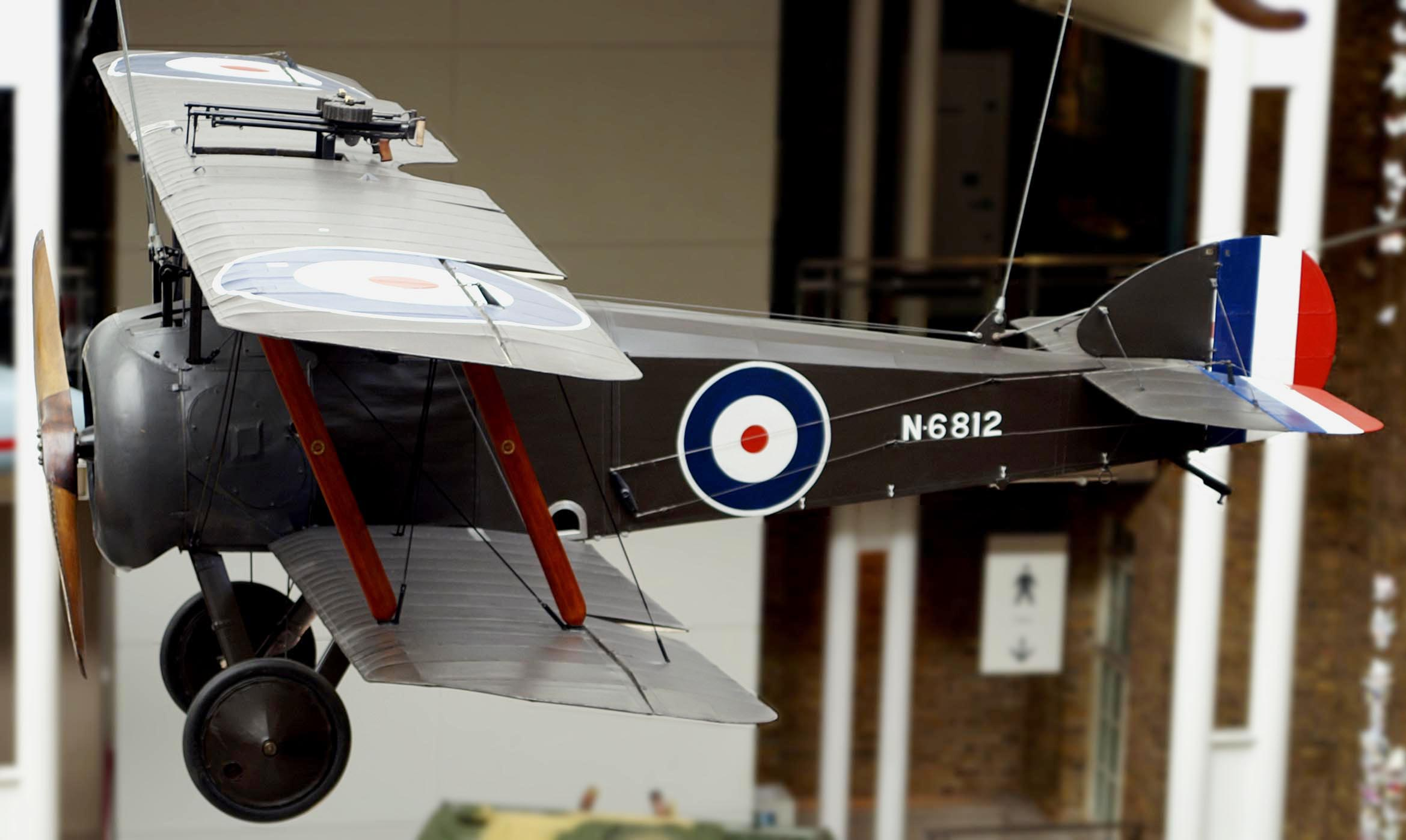
Um Sopwith Camel 2F1 no Museu Imperial de Guerra, Londres.
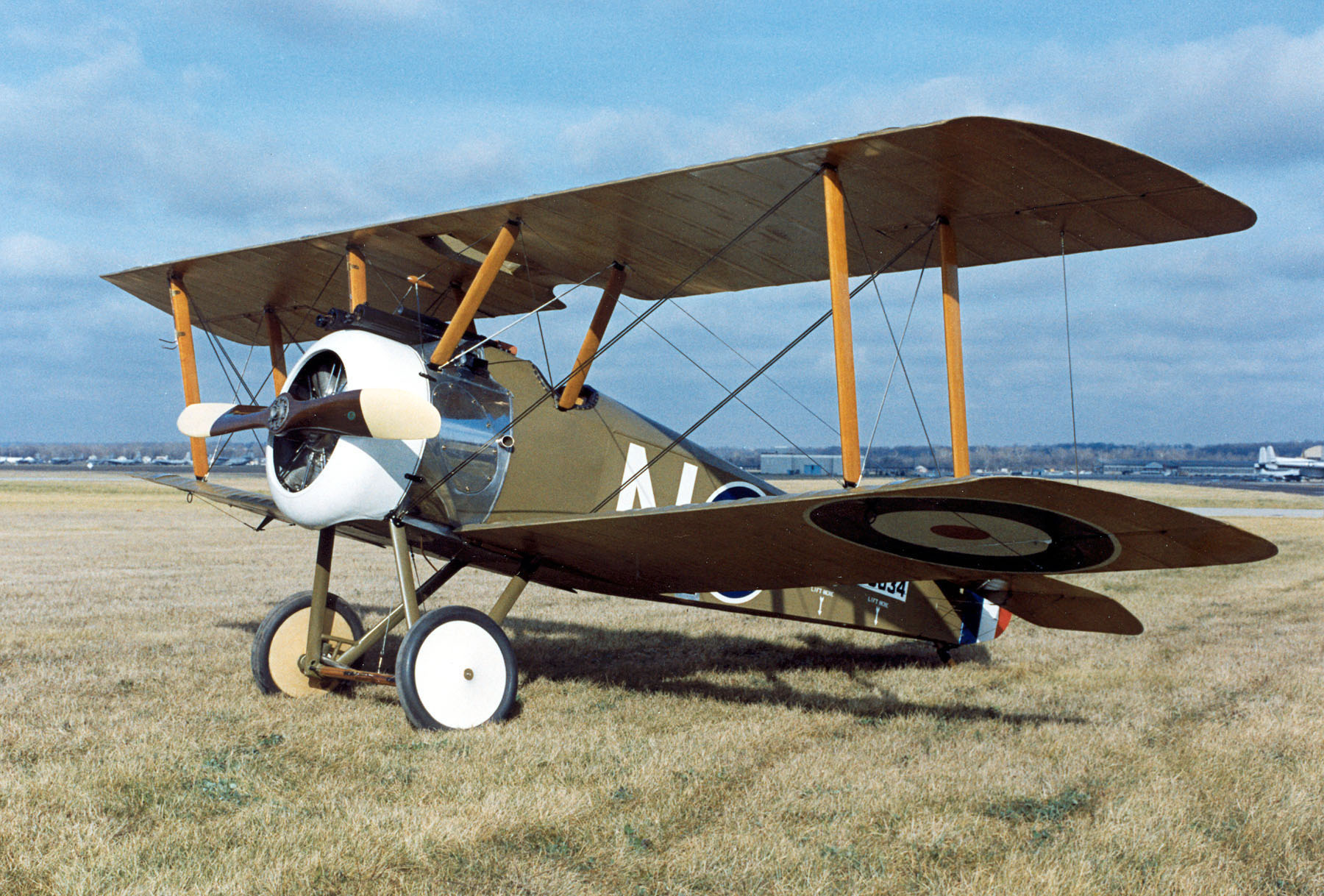
Duas vistas da mesma réplica...
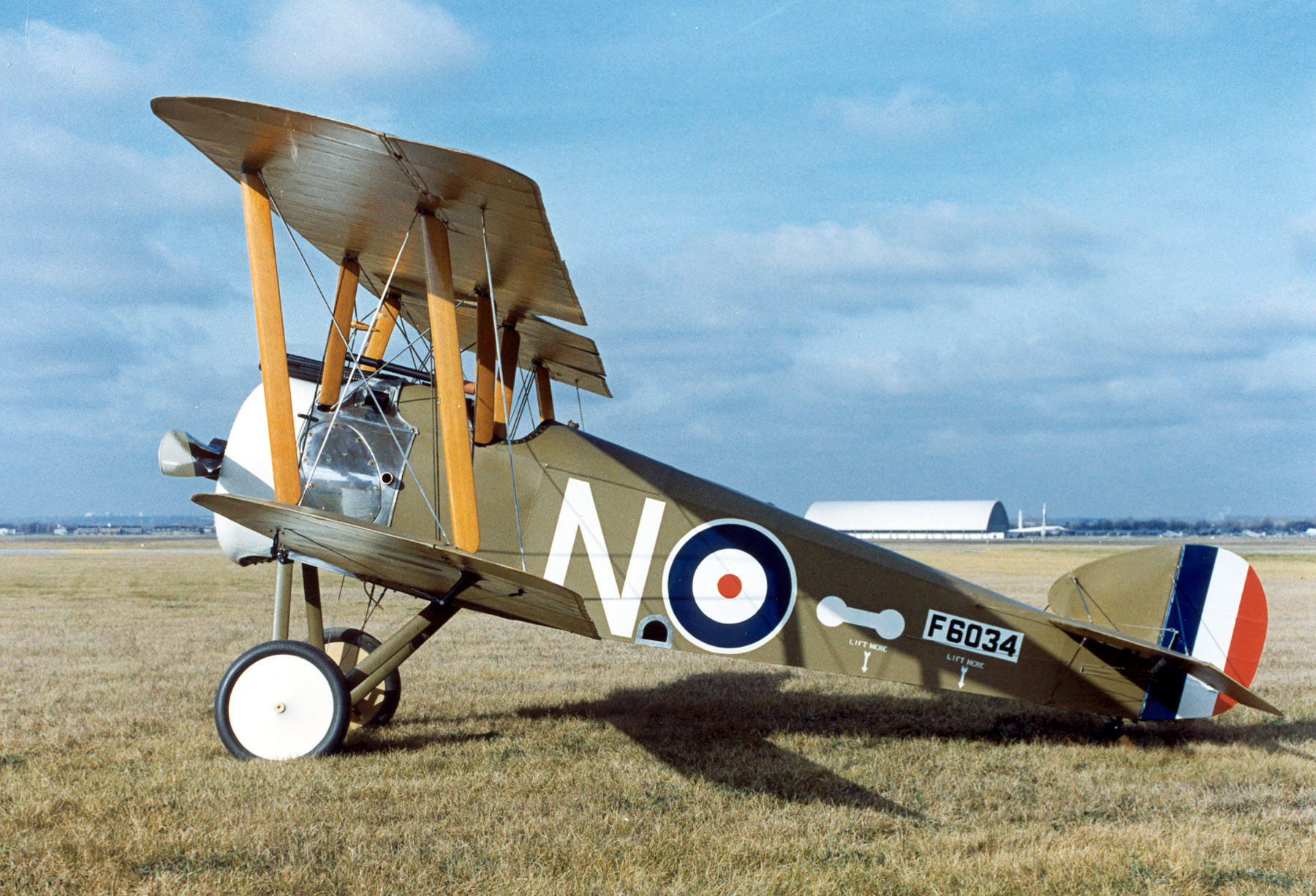
...do Sopwith Camel pertencente ao Museu da USAF.

## Especificação (F.1 Camel)
- Características gerais:
  - Tripulação: 1
  - Comprimento: 5,71 m
  - Envergadura: 8,53 m
  - Altura: 2,59 m
  - Área da asa: 21,46 m²
  - Peso vazio: 420 kg
  - Peso na decolagem: 660 kg

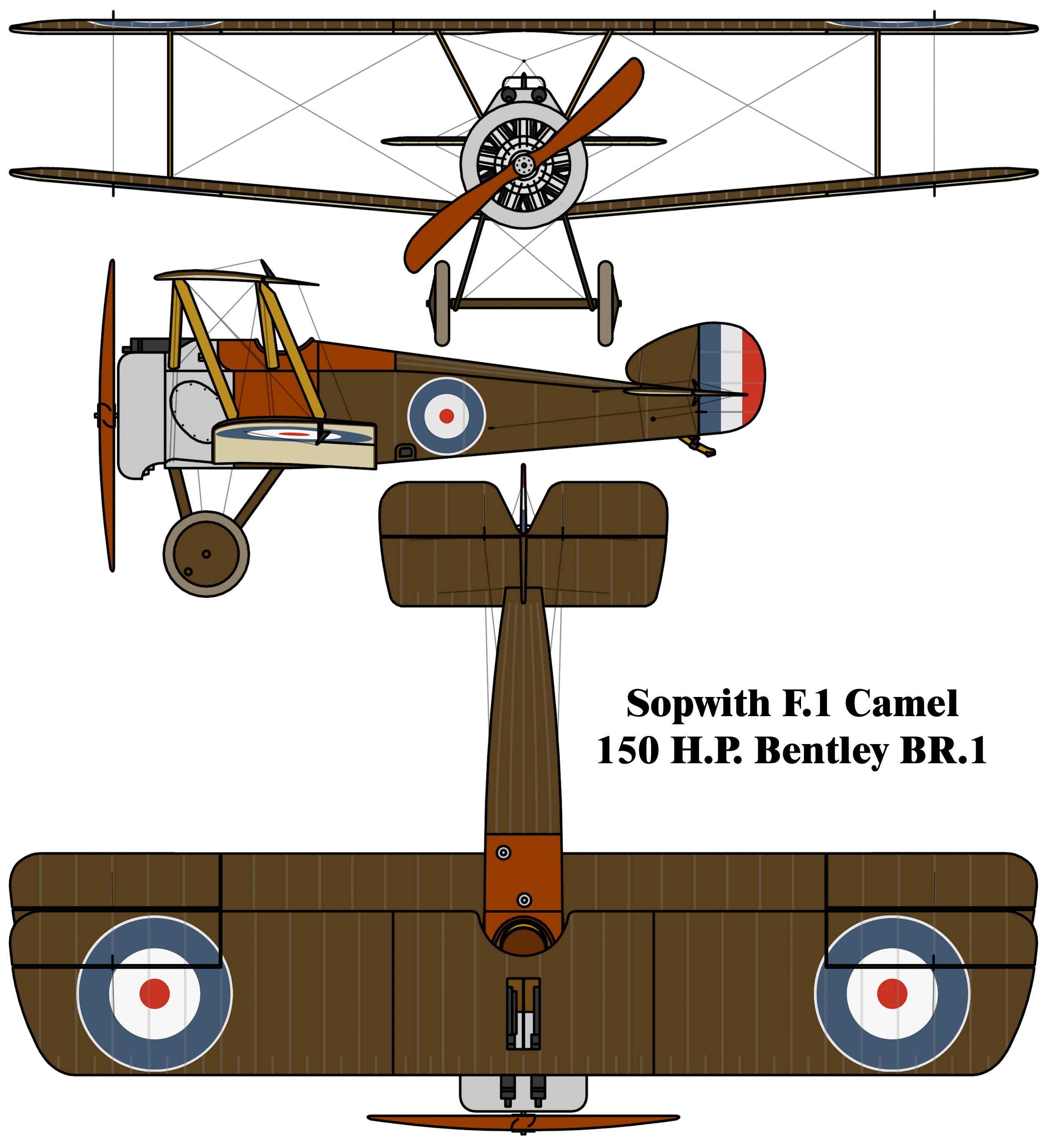
Sopwith F.1 Camel

  - Motor: 1 x Clerget 9B de 9 cilindros giratório, 130 hp
  - Alongamento: 4,11

- Performance:
  - Velocidade máxima: 185 km/h
  - Velocidade de estol: 77 km/h
  - Alcance: 485 km
  - Teto de Serviço: 6 400 m
  - Razão de subida: 5,5 m/s
  - Carga alar: 30,8 kg/m²
  - Peso/potência: 150 W/kg
  - Razão de planeio: 7,7

## Sobreviventes
- Hoje restam apenas sete unidades originais do Sopwith Camel.
- Existem também algumas poucas réplicas.